# Force de sécurité de la république turque de Chypre du Nord

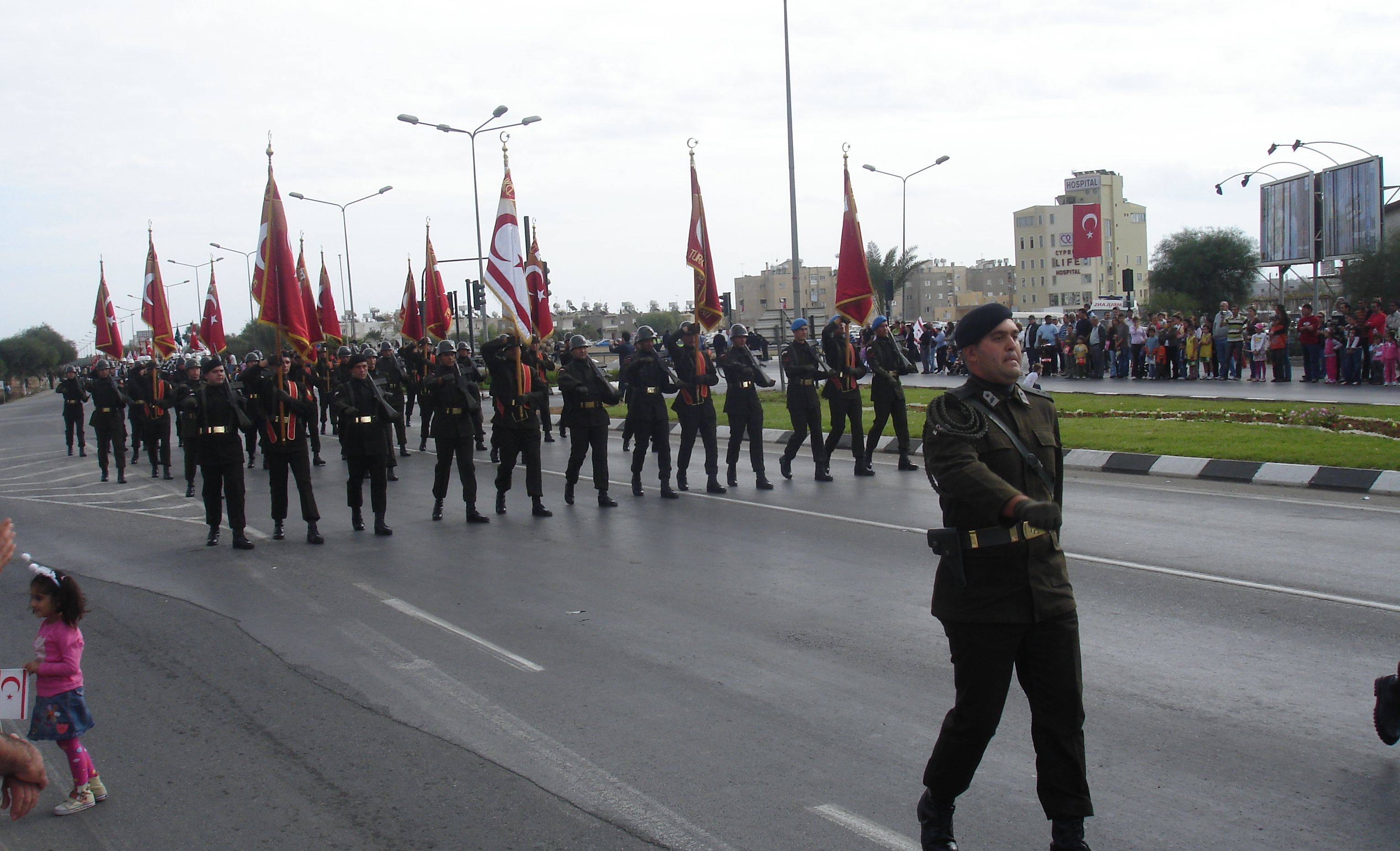

La force de sécurité de la république turque de Chypre du Nord (turc : Güvenlik Kuvvetleri Komutanlığı), souvent abrégé en KKTC[Information douteuse], est la force de sécurité et militaire de la république turque de Chypre du Nord, dont l'indépendance est reconnue par la seule Turquie et que l'ONU considère comme un territoire sous occupation. La force interarmes compte 9 000 hommes, principalement des conscrits Chypriotes turcs âgés de 20 à 40 ans. Elle est épaulée par les 30 000 soldats des forces armées turques stationnées sur l'île.

## Histoire
Avant l'indépendance de 1960, la communauté chypriote turque maintenait sa propre force paramilitaire (le Türk Mukavemet Teşkilatı ou TMT), formée et équipée par l'armée turque. En 1967, cette force est rebaptisée Mücahit (chasseur), puis Force de sécurité chypriote turque en 1975. En 1974, la Turquie a mené une invasion terrestre de Chypre dans le but de protéger la population de la minorité turque après le coup d'État de 1974 et la tentative d'union de l'île avec la Grèce.
En 2009, cette force est organisée en quinze bataillons et deux brigades, équipés d'armes légères et de mortiers

## Source
- (en) Cet article est partiellement ou en totalité issu de l’article de Wikipédia en anglais intitulé « Military of Northern Cyprus » (voir la liste des auteurs).

1. ↑  (en) Turkey : a country study, Whitefish, Mont, Kessinger, 2004 (1re éd. 1996), 385 p. (ISBN 978-1-419-19126-8)

## Complément